# 格奥尔·阿尔贝特森
格奥尔·阿尔贝特森（丹麥語：Georg Albertsen，1889年7月12日—1961年4月28日），生于腓特烈斯贝，丹麦男子竞技体操运动员。他曾代表丹麦获得1920年夏季奥运会体操比赛男子团体自由式金牌。